# Адамо Нагало
Адамо Нагало (фр. Adamo Nagalo; нар. 22 вересня 2002, Аджаме) — буркінійський футболіст, захисник нідерландського клубу ПСВ і збірної Буркіна-Фасо.

## Клубна кар'єра

### «Норшелланн»
Вихованець ганської футбольної академії «Право на мрію», звідки в серпні 2020 року перейшов до данського «Норшелланна». 12 березня 2021 року дебютував в основному складі «Норшелланна» в матчі Суперліги проти «Люнгбю», вийшовши на заміну Даніеля Свенссона. 26 вересня 2021 року в поєдинку Суперліги проти «Копенгагена» забив свій перший гол за «Норшелланн».
За підсумками липня 2022 року був визнаний молодим гравцем місяця в Суперлізі.
10 серпня 2023 року в матчі кваліфікації Ліги конференцій УЄФА проти румунської «Стяуї» дебютував у єврокубках. 15 листопада 2023 року продовжив контракт з «Норшелланном» до 2027 року.
17 березня 2024 року матч Суперліги проти «Раннерса» став для нього ювілейним, 100-им, в складі «Норшелланна».

### ПСВ
2 вересня 2024 року перейшов у нідерландський клуб ПСВ, підписавши п'ятирічний контракт. Сума трансферу становила 7 млн євро, а з урахуванням бонусів може сягати 10 млн. 14 вересня дебютував за ПСВ в матчі Ередивізі проти клубу НЕК, замінивши Раяна Фламінго. 17 вересня того ж року в поєдинку проти італійського «Ювентуса» дебютував у Лізі чемпіонів УЄФА. В своєму дебютному сезоні допоміг команді виграти Ередивізі.

## Кар'єра в збірній
12 вересня 2022 року вперше викликаний до збірної Буркіна-Фасо головним тренером Юбером Велю для участі в товариських матчах проти збірних ДР Конго та Коморських Островів. 19 листопада того ж року в поєдинку з Кот-д'Івуаром дебютував за збірну Буркіна-Фасо, вийшовши в стартовому складі.
28 грудня 2023 включений в офіційну заявку збірної Буркіна-Фасо для участі в матчах фінальної частини Кубка африканських націй 2023, що проходив у Кот-д'Івуарі. На турнірі зіграв у матчі групового етапу проти збірної Алжиру, а також у поєдинку 1/16 фіналу проти збірної Малі, в якому буркінійці поступилися з рахунком 1–2.

## Статистика виступів

### Клубна статистика
Станом на 28 квітня 2025 
| Клуб              | Сезон             | Чемпіонат         | Чемпіонат | Чемпіонат | Кубок | Кубок | Єврокубки | Єврокубки | Інші  | Інші | Всього | Всього | Всього |
| Клуб              | Сезон             | Дивізіон          | Матчі     | Голи      | Матчі | Голи  | Матчі     | Голи      | Матчі | Голи | Матчі  | Голи   |        |
| ----------------- | ----------------- | ----------------- | --------- | --------- | ----- | ----- | --------- | --------- | ----- | ---- | ------ | ------ | ------ |
| Норшелланн        | 2020–21           | Суперліга         | 6         | 0         | 0     | 0     | —         | —         | —     | —    | 6      | 0      |        |
| Норшелланн        | 2021–22           | Суперліга         | 27        | 1         | 2     | 0     | —         | —         | —     | —    | 29     | 1      |        |
| Норшелланн        | 2022–23           | Суперліга         | 28        | 1         | 5     | 1     | —         | —         | —     | —    | 33     | 2      |        |
| Норшелланн        | 2023–24           | Суперліга         | 31        | 1         | 5     | 0     | 9         | 0         | —     | —    | 45     | 1      |        |
| Норшелланн        | 2024–25           | Суперліга         | 1         | 0         | 0     | 0     | 0         | 0         | 0     | 0    | 1      | 0      |        |
| Норшелланн        | Всього            | Всього            | 93        | 3         | 12    | 1     | 9         | 0         | 0     | 0    | 114    | 4      |        |
| Йонг ПСВ          | 2024–25           | Еерстедивізі      | 3         | 0         | —     | —     | —         | —         | —     | —    | 3      | 0      |        |
| ПСВ               | 2024–25           | Ередивізі         | 6         | 0         | 1     | 0     | 5         | 0         | 0     | 0    | 12     | 0      |        |
| Всього за кар'єру | Всього за кар'єру | Всього за кар'єру | 102       | 3         | 13    | 1     | 14        | 0         | 0     | 0    | 129    | 4      |        |

1. ↑  Матчі в Лізі конференцій УЄФА
2. ↑  Матчі в Лізі чемпіонів УЄФА

### Міжнародна статистика
Станом на 4 червня 2025 
| Збірна            | Сезон             | Товариські | Товариські | Офіційні | Офіційні | Всього | Всього |
| Збірна            | Сезон             | Матчі      | Голи       | Матчі    | Голи     | Матчі  | Голи   |
| ----------------- | ----------------- | ---------- | ---------- | -------- | -------- | ------ | ------ |
| Буркіна-Фасо      |                   |            |            |          |          |        |        |
| 2022              | 1                 | 0          | 0          | 0        | 1        | 0      |        |
| 2023              | 4                 | 0          | 4          | 0        | 8        | 0      |        |
| 2024              | 2                 | 0          | 3          | 0        | 5        | 0      |        |
| 2025              | 1                 | 0          | 2          | 0        | 3        | 0      |        |
| Всього за кар'єру | Всього за кар'єру | 8          | 0          | 9        | 0        | 17     | 0      |

### Матчі за збірну
Станом на 4 червня 2025 
| Матчі Адамо Нагало за збірну Буркіна-Фасо | Матчі Адамо Нагало за збірну Буркіна-Фасо | Матчі Адамо Нагало за збірну Буркіна-Фасо | Матчі Адамо Нагало за збірну Буркіна-Фасо | Матчі Адамо Нагало за збірну Буркіна-Фасо | Матчі Адамо Нагало за збірну Буркіна-Фасо | Матчі Адамо Нагало за збірну Буркіна-Фасо | Матчі Адамо Нагало за збірну Буркіна-Фасо |
| №                                         | Дата                                      | Суперник                                  | Рахунок                                   | Голи                                      | Картки                                    | Хвилини                                   | Змагання                                  |
| ----------------------------------------- | ----------------------------------------- | ----------------------------------------- | ----------------------------------------- | ----------------------------------------- | ----------------------------------------- | ----------------------------------------- | ----------------------------------------- |
| 1                                         | 19 листопада 2022                         | Кот-д'Івуар                               | 2–1                                       |                                           |                                           | 90'                                       | Товариський матч                          |
| 2                                         | 28 березня 2023                           | Того                                      | 1–1                                       |                                           |                                           | 90'                                       | Відбіркові матчі КАН-2023                 |
| 3                                         | 8 вересня 2023                            | Есватіні                                  | 0–0                                       |                                           |                                           | 90'                                       | Відбіркові матчі КАН-2023                 |
| 4                                         | 12 вересня 2023                           | Марокко                                   | 0–1                                       |                                           | 90'                                       | 90'                                       | Товариський матч                          |
| 5                                         | 13 жовтня 2023                            | Екваторіальна Гвінея                      | 0–0                                       |                                           |                                           | 90'                                       | Товариський матч                          |
| 6                                         | 17 жовтня 2023                            | Мавританія                                | 2–1                                       |                                           |                                           | 90'                                       | Товариський матч                          |
| 7                                         | 17 листопада 2023                         | Гвінея-Бісау                              | 1–1                                       |                                           |                                           | 90'                                       | Відбіркові матчі ЧС-2026                  |
| 8                                         | 21 листопада 2023                         | Ефіопія                                   | 3–0                                       |                                           |                                           | 14'                                       | Відбіркові матчі ЧС-2026                  |
| 9                                         | 10 січня 2024                             | ДР Конго                                  | 2–1                                       |                                           |                                           | 90'                                       | Товариський матч                          |
| 10                                        | 20 січня 2024                             | Алжир                                     | 2–2                                       |                                           | 17'                                       | 84'                                       | Фінальні матчі КАН-2023                   |
| 11                                        | 30 січня 2024                             | Малі                                      | 1–2                                       |                                           |                                           | 45'                                       | Фінальні матчі КАН-2023                   |
| 12                                        | 22 березня 2024                           | Лівія                                     | 1–2                                       |                                           |                                           | 90'                                       | Товариський матч                          |
| 13                                        | 26 березня 2024                           | Нігер                                     | 1–1                                       |                                           |                                           | 90'                                       | Товариський матч                          |
| 14                                        | 10 червня 2024                            | Сьєрра-Леоне                              | 2–2                                       |                                           |                                           | 90'                                       | Відбіркові матчі ЧС-2026                  |
| 15                                        | 21 березня 2025                           | Джибуті                                   | 4–1                                       |                                           |                                           | 90'                                       | Відбіркові матчі ЧС-2026                  |
| 16                                        | 24 березня 2025                           | Гвінея-Бісау                              | 2–1                                       |                                           |                                           | 90'                                       | Відбіркові матчі ЧС-2026                  |
| 17                                        | 4 червня 2025                             | Туніс                                     | 0–2                                       |                                           |                                           | 90'                                       | Товариський матч                          |

Всього: 17 матчів / 0 голів; 6 перемог, 7 нічиїх, 4 поразки.

## Досягнення
ПСВ
- Чемпіон Нідерландів: 2024–25[32]
- Володар Суперкубка Нідерландів: 2025[33]

Особисті
- Молодий гравець місяця Суперліги: липень 2022